# Geesinkorchis
Geesinkorchis là một chi thực vật có hoa trong họ, Orchidaceae.